# Сердинов, Сергей Михайлович
Сергей Михайлович Сердинов (1 мая 1909, Крыжопольский район — 1989, Москва) — советский хозяйственный, государственный и политический деятель.

## Биография
Родился в 1909 году в Крыжопольском районе Винницкой области. Член КПСС.
С 1931 года — на хозяйственной, общественной и политической работе. В 1931—1983 гг. — инженер отдела электрификации управления Московско-Курской ж. д., старший инженер, начальник сектора, главный инженер и заместитель начальника Центрального отдела электрификации НКПС, первый заместитель начальника, начальник Главного управления электрификации и энергетического хозяйства МПС CCCP.
За разработку и строительство электрифицированной железной дороги Москва — Чоп был в составе коллектива удостоен Государственной премии СССР 1976 года.
За разработку и внедрение метода соединения проводов контактной сети сваркой взрывом был в составе коллектива удостоен Государственной премии СССР 1981 года.
Умер в Москве в 1989 году. Урна с прахом захоронена на Новом Донском кладбище города Москвы (колумбарий № 19, родственная ниша).